# Kazbek Hudalov
Kazbek Akhtimirovich Hudalov (tiếng Nga: Казбек Ахтемирович Худалов; sinh năm 1959), là một người lính Liên Xô quê ở Ossetia được cho là đã bị bắt làm tù binh trong chiến tranh Liên Xô–Afghanistan, nhưng về sau để lộ ra là một "kẻ phản bội khét tiếng" và là một trong những quân nhân Liên Xô có cấp bậc cao nhất đã đào ngũ sang phía Mujahideen tham chiến chống lại quân mình.

## Phục vụ trong quân đội Liên Xô
Là dân gốc Vladikavkaz ở vùng Bắc Ossetia–Alania, Hudalov tốt nghiệp Trường Sĩ quan Chỉ huy Ordzhenikidze, và học viện quân sự ở Almaty.
Ông nhập ngũ vào ngày 1 tháng 9 năm 1977 và được lệnh điều động đến Afghanistan vào tháng 8 năm 1983.
Hudalov giữ quân hàm trung úy trong quân đội Liên Xô và bị Mujahideen liệt vào danh sách "bắt giữ làm tù binh" tại Parwan vào ngày 16 tháng 9 năm 1984 sau khi ông rời căn cứ tìm kiếm cấp dưới đi lạc và không bao giờ quay trở lại nữa. Tuy vậy, đến đầu năm 1985, rõ ràng là chính ông đã quyết định đào ngũ và nhập bọn cùng phiến quân tham gia chiến đấu chống lại quân đội Liên Xô.

## Chạy sang hàng ngũ Mujahideen
Hudalov rời bỏ Liên Xô để gia nhập hàng ngũ Mujahideen và tụ tập quanh mình một nhóm khoảng chục lính đào ngũ tương tự, phần lớn là người gốc Tajik. Nhóm này chỉ tập trung tấn công vào các tiền đồn của Tập đoàn quân 40 và Cộng hòa Dân chủ Afghanistan, thường xuyên mặc quân phục Liên Xô để tiếp cận các mục tiêu.
Mùa thu năm 1988, theo tình báo quân đội Liên Xô cho biết thì Hudalov đang tác chiến xung quanh khu vực Bagram, nhưng khi nhóm này di chuyển đến vùng núi Panjshir thì đột nhiên tạm ngừng hoạt động chiến sự.